# Elbe Kliniken Stade-Buxtehude
Die Elbe Kliniken Stade-Buxtehude betreiben zwei Krankenhäuser im Landkreis Stade. Sie gehören zum Elbe-Heide-Krankenhausverbund, dem außer den Elbe-Kliniken noch das Heidekreis-Klinikum, das Krankenhaus Buchholz, das Krankenhaus Winsen und das Städtische Klinikum Lüneburg angehören. Die Elbe-Kliniken Stade-Buxtehude sind Lehrkrankenhaus der Universität Hamburg. Das OsteMed Krankenhaus in Bremervörde ist vertraglich ebenfalls an die Elbe-Kliniken gebunden. Das Krankenhaus Zeven ist laut Beschluss des Rotenburger Kreistages vom 11. April 2018 geschlossen und die stationäre Versorgung in Bremervörde gebündelt worden.

## Geschichte
Der Zusammenschluss der früher selbständigen Kliniken erfolgte 2001. Jährlich werden rund 45.000 Patienten versorgt. Von den insgesamt 773 Planbetten werden 520 in Stade und 253 in Buxtehude bereitgehalten. Seit 2010 sind die Elbe Kliniken Stade-Buxtehude akademisches Lehrkrankenhaus der Universität Hamburg.

## Fachabteilungen Stade
- Unfallchirurgie und Orthopädie
- Visceral-, Thorax- und Gefäßchirurgie Darmzentrum
- Innere Medizin – Kardiologie und Intensivmedizin
- Innere Medizin, Gastroenterologie, Stoffwechsel- und Infektionskrankheiten
- Frauenheilkunde und Geburtshilfe
- Hals-Nasen-Ohren-Heilkunde
- Neurologie
- Kinder- und Jugendmedizin
- Urologie und Kinderurologie
- Klinik für Psychiatrie, Psychotherapie und Psychosomatik
- Anästhesie und operative Intensivmedizin mit Schmerztherapie
- Augenheilkunde

## Fachabteilungen Buxtehude
- Orthopädie und Unfallchirurgie, Sportmedizin
- Innere Medizin und Geriatrie
- Kardiologie
- Allgemein- und Visceralchirurgie
- Dermatologie
- Frauenheilkunde und Geburtshilfe
- Anästhesie und operative Intensivmedizin

## Funktionsbereiche Stade
- Physiotherapie
- Ambulantes Operieren
- Röntgen- und Ultraschalldiagnostik
- Apotheke

## Funktionsbereiche Buxtehude
- Physiotherapie
- Ambulantes Operieren
- Röntgen- und Ultraschalldiagnostik
- Apotheke

## Institute Stade
- Institut für Pathologie
- Institut für Labordiagnostik

## Zentren
- Brustzentrum Stade-Buxtehude
- Darmzentrum Elbe-Weser
- Hautkrebszentrum Buxtehude
- Prostatazentrum
- Endoprothetikzentrum der Maximalversorgung Buxtehude
- Endoprothetikzentrum Stade
- Pankreaskarzinomzentrum
- Gefäßzentrum Elbe-Weser
- Traumazentrum Stade
- Hand Trauma Zentrum Stade